# 一條道香
一條道香（1722年11月18日—1769年10月4日／享保七年十月初十－明和六年九月初五），法號得成寺，是江戶時代中期的公卿；櫻町天皇、桃園天皇的攝政與關白，也是藤原北家攝關家的一條家當主。

## 生涯
一條道香在享保七年（1722年）出生，是父母一條兼香及家女房的長子。享保十五年（1730年）九月二十一敘從三位。元文三年（1738年）任內大臣，後曾轉任右大臣、左大臣，至延享三年（1746年）接替父親成為關白。
明和六年（1769年）九月初四受賜准，次日逝世，享年46歲。

## 家庭
- 父：一條兼香
- 母：家女房
- 妻：池田靜子（池田政純女，岡山藩藩主池田繼政（日语：池田継政）養女）
- 子女：
  - 一條輝良
  - 一條八代君（德川治保室）
  - 一條真君（久我信通室）
  - 一條教君（三寶院繼）
  - 另2男4女早夭

| 王位覬覦者                         | 王位覬覦者                                                   | 王位覬覦者                         |
| ---------------------------------- | ------------------------------------------------------------ | ---------------------------------- |
| 前任： 一條兼香                    | 一條家當主 1751年9月21日－1769年10月4日                      | 繼任： 一條輝良                    |
| 前任： 一條兼香                    | 藤氏長者 1747年1月25日－1757年5月3日                         | 繼任： 近衛內前                    |
| 官衔                               |                                                              |                                    |
| 前任： 二條宗熙                    | 內大臣 1738年3月14日－1738年10月2日                          | 繼任： 花山院常雅                  |
| 前任： 中院通躬                    | 右大臣 1738年10月2日－1745年4月24日                          | 繼任： 醍醐冬熙                    |
| 前任： 西園寺致季                  | 左大臣 1745年4月24日－1749年1月30日                          | 繼任： 醍醐冬熙                    |
| 前任： 一條兼香                    | 關白 1747年1月25日－1747年6月9日 1755年3月31日－1757年5月3日 | 空缺下一位持有相同頭銜者：自己     |
| 空缺上一位持有相同頭銜者：自己     | 關白 1747年1月25日－1747年6月9日 1755年3月31日－1757年5月3日 | 繼任： 近衛內前                    |
| 空缺上一位持有相同頭銜者：九條輔實 | 攝政 1747年6月9日－1755年3月31日                             | 空缺下一位持有相同頭銜者：近衛內前 |